# Tripeas
Tripeas (en griego, Τριποιαί) fue una antigua ciudad griega de la península Calcídica. 
Perteneció a la liga de Delos puesto que aparece en los registros de tributos a Atenas, aunque solo una vez en el año 421/20 a. C. donde pagó un phoros de 800 dracmas. También se la cita en un tratado de alianza entre los atenienses y botieos del año 422 a. C. de donde se deduce que pertenecía al territorio de Botiea y que era vecina de Calindea pero, al igual que otras ciudades citadas en el mencionado tratado, como Camacas y Eoleon, se desconoce su localización exacta. En el año 323 a. C., fue una de las ciudades entregadas por Alejandro Magno a los macedonios.